# Prāṇāyāma

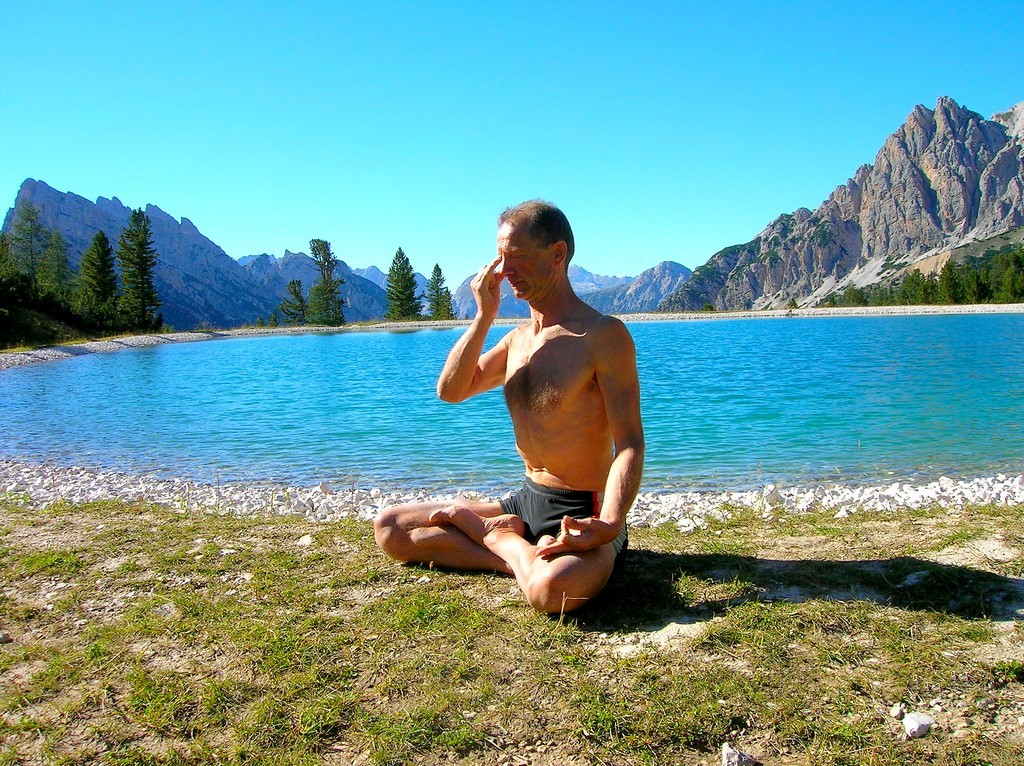
Bărbat practicând prāṇāyāma

Prāṇāyāma este practica Hatha yoga de control al respirației.

## Etimologie
Prāṇāyāma (în devanagari: प्राणायाम prāṇāyāma) este un termen sanscrit compus. El este definit diferit de diferiți autori.
Macdonell împarte cuvântul în doi termeni: prana (prāṇa), respirație, și āyāma și îl definește drept ținerea respirației.
Monier-Williams definește termenul compus prāṇāyāma drept „din cele trei „exerciții de respirație efectuate în timpul Saṃdhyā (vezi pūrak, rechak (în engleză: retch sau throw out), kumbhak”. Această definiție tehnică se referă la un anumit sistem de control al respirației format din trei procese, așa cum este explicat de Bhattacharyya: pūrak (inspirație), kumbhak (ținerea respirației) și rechak (expirație). Există și alte procese ale practicii prāṇāyāma în afară de acest model în trei pași.
Definiția lexicografului V.S. Apte a cuvântului āyāmaḥ derivă din ā + yām și are mai multe semnificații atunci când este folosită în termeni compuși. Primele trei semnificații se referă la „lungime”, „expansiune, extensie” și „întindere, extindere”, dar în cazul specific de utilizare în termenul compus prāṇāyāma el definește āyāmaḥ ca însemnând „reținere, control, oprire”.

## Hinduism

### Bhagavad Gītā
Prāṇāyāma este menționată în versetul 4.29 din Bhagavad Gītā.
Potrivit traducerii comentate Bhagavad-Gītā As It Is, prāṇāyāma se traduce prin „transa indusă prin oprirea în totalitate a respirației”, termenul fiind format din cele două cuvinte sanscrite prāṇa și āyām.

### Yoga Sutra a lui Patanjali
Pranayama este al patrulea „mădular” al celor opt mădulare ale stilului Ashtanga Yoga menționate în versetul 2.29 din Yoga Sutra lui Patanjali. Patanjali, un învățat hindus (rishi), discută abordarea sa specifică a tehnicii pranayama în versetele 2.49 - 2.51 și explică avantajele acestei practici în versetele 2.52 și 2.53. Patanjali nu elucidează complet natura pranei, iar teoria și practica pranayama par să fi experimentat ulterior o dezvoltare semnificativă. El prezintă pranayama ca fiind în esență un exercițiu preliminar concentrării, la fel ca și textele budiste anterioare.
Mulți instructori de yoga recomandă ca pranayama să facă parte dintr-o practică generală yoga, care include și celelalte mădulare ale învățăturii Raja Yoga a lui Patanjali, în special Yama, Niyama și Asana.

### Hatha yoga
Tradiția indiană a Hatha Yoga folosește diferite tehnici de pranayama. Manualul Hatha Yoga Pradipika din secolul al XV-lea este un text-cheie al acestei tradiții și include diferite forme de pranayama, cum ar fi oprirea respirației (Kumbhaka) și diferite contracții ale corpului (Bandha). Alte forme de respirație pranayama sunt respirația Ujjayi („respirația victorioasă”"), Bhastrika („respirația foalelor”), Kapalabhati („strălucirea craniului”),  Surya Bhedana („respirația solară”) și liniștitoarea Bhramari („respirația albinei”). BKS Iyengar avertizează că exercițiile pranayama trebuie efectuate numai atunci când cineva are experiență în practicile yoga și doar sub îndrumarea unui instructor experimentat.
Specialista în yoga Andrea Jain a afirmat că pranayama a fost tratată „marginal în sursele cele mai răspândite” până în secolul al XX-lea și că practicile de respirație au fost „dramatice” spre deosebire de cele moderne; ea a scris că, în timp ce pranayama în exercițiile moderne de yoga constă în sincronizarea respirației cu mișcările (între asane), în texte precum Bhagavad Gita și Yoga Sutra a lui Patanjali pranayama însemna „încetarea completă a respirației”. Potrivit specialistului practicant de yoga Theos Bernard, scopul final al pranayama este ținerea respirației, „determinând mintea să-și reducă controlul”. Swami Yogananda a scris: „Adevăratul sens al pranayama, potrivit lui Patanjali, fondatorul filozofiei Yoga, este încetarea treptată a respirației, întreruperea inspirării și expirării”.

## Budism
Potrivit canonului budist pali, Buddha a practicat înainte de a atinge stadiul iluminării o tehnică de meditație care presupunea apăsarea boltei palatine cu limba și încercarea forțată de a-și ține respirația. Acest procedeu este descris ca fiind extrem de dureros și nefavorabil obținerii iluminării. Potrivit practicii budiste, respirația se oprește cu al patrulea jhana, deși această oprire este un efect secundar al tehnicii și nu se produce ca urmare a efortului intenționat.
Buddha a încorporat modularea moderată a lungimii respirației, ca parte a tetradului preliminar din Anapanasati Sutta. El este folosit ca o tehnică pregătitoare a concentrării. Conform literaturii budiste comentate, această tehnică este potrivită pentru începători.

### Tradiția indo-tibetană
Ulterior, evoluțiile tehnicii indo-tibetane în practicarea budistă a pranayama, care sunt similare formelor hinduiste, pot fi observate încă din secolul al XI-lea, în textul budist Amṛtasiddhi, care prezintă trei bandha (contracții) pentru kumbakha (oprirea respirației).
Exercițiile de respirație budistă tibetană, cum ar fi „cele nouă respirații de purificare” sau „expulzarea de nouă ori a energiei vitale vechi” (rlung ro dgu shrugs), o formă de respirație alternativă pe nas, includ în mod obișnuit vizualizările.  În tradiția nyingma a învățăturilor Dzogchen, aceste practici sunt incluse în ciclul textual cunoscut sub numele de „Practicile transmise oral de Vairotsana” (Vai ro snyan brgyud).

## Medical

### Beneficii
Unii cercetători au afirmat că tehnicile pranayama sunt benefice în tratarea unei serii de tulburări mentale legate de stres. O analiză sistematică realizată de organizația Cochrane cu privire la ameliorarea simptomatică a astmului prin exerciții de respirație nu a evidențiat o îmbunătățire semnificativă a sănătății respiratorii, dar a constatat că există o creștere semnificativă a dozei de histamină necesară pentru a provoca o reducere de 20% a volumului de aer expirat (FEV1) în timpul respirației pranayama.

### Riscuri
Deși relativ sigure, practicile Hatha Yoga nu sunt lipsite de riscuri. Începătorii ar trebui să evite exercițiile avansate și să exerseze după capacitățile lor. Unele limitări funcționale trebuie, de asemenea, să fie luate în considerare. Evitarea riscurilor presupune adaptarea pozițiilor și a duratei practicării exercițiilor.
Conform cel puțin unui studiu, pranayama a fost practica yoga care a cauzat cele mai multe leziuni, fiind constatate patru leziuni produse la un număr de 76 de practicanți. Au fost raportate o serie de efecte adverse, inclusiv hematoame și pneumotorax, deși legăturile de cauzalitate nu sunt întotdeauna bine stabilite.